# Gökhan Gönül
 (septembre 2018).
Si vous disposez d'ouvrages ou d'articles de référence ou si vous connaissez des sites web de qualité traitant du thème abordé ici, merci de compléter l'article en donnant les références utiles à sa vérifiabilité et en les liant à la section « Notes et références ».
Gökhan Gönül, né le 4 janvier 1985 à Samsun, est un ancien footballeur professionnel turc qui jouait au poste d'arrière droit.

## En club
Il fait ses débuts au club turc du Gençlerbirliği avant d'être prêter en 2004 à la filiale Gençlerbirliği OFTAŞ. C'est avec ce club qu'il révèle au grand public  
étant élu meilleur joueur de la seconde division turque. Ses performances ne laissent pas indifférentes. C'est ainsi que lors de l'été 2007 Galatasaray fait part de son intérêt pour le joueur mais se désiste finalement, le jugeant trop cher. À la suite de cela il signe un contrat de quatre années avec le grand rival de toujours Fenerbahçe. Après des débuts difficiles il réussit à pousser le Turco-Belge Önder Turacı sur le banc et devient un titulaire indiscutable du club. Il inscrira même son premier but pour les canaris lors du derby stambouliote face à Galatasaray. Il porte le numéro 77 et évolue en tant que défenseur droit bien que son poste d'origine soit milieu droit.
Le 2 mai 2013, lors de la demi-finale retour de la Ligue Europa entre son équipe de Fenerbahçe et le Benfica Lisbonne, il reçoit une reprise de volée manquée de Nicolás Gaitán en pleine figure. Le défenseur turque tombe alors à terre et perd connaissance en perdant beaucoup de sang, ses coéquipiers, en particulier Volkan Demirel, sont choqués et ne peuvent se retenir de tomber en larmes. Il est directement transféré à l'hôpital où, heureusement, il reprend connaissance.

## Sélection nationale
Il connait sa première sélection avec l’équipe nationale de Turquie le 17 novembre 2007 face à la Norvège dans le cadre des éliminatoires de l'Euro 2008.

### Palmarès
- Supercoupe de Turquie : 2007 et 2009
- Championnat de Turquie : 2011, 2014 et 2017
- Coupe de Turquie : 2012

## Carrière d’entraîneur
Gönül a été nommé entraîneur adjoint de l'équipe de Turquie espoirs de football le 19 mars 2024. Après avoir occupé le poste d'entraîneur adjoint pendant 5 matchs, il est devenu l'entraîneur principal de l'équipe nationale des moins de 21 ans de la Turquie le 26 septembre 2024.